# Lerornas naturreservat
Lerornas naturreservat är ett naturreservat i Tierps kommun i Uppsala län.
Området är naturskyddat sedan 2016 och är 9 hektar stort. Reservatet består av rikkärr kring sjön Lerorna.